# Se non ora, quando?
Se non ora, quando? è un romanzo scritto da Primo Levi.
Il nome deriva da un noto aforisma del rabbino Hillel, contenuto nel trattato dei Pirkei Avot (Talmud - Le massime dei padri):
"Se io non sono per me, chi è per me? E, se io sono solo per me stesso, cosa sono? E se non ora, quando?"
Dopo la sua pubblicazione nel 1982 ricevette immediatamente un buon riscontro sia da parte del pubblico che dalla critica vincendo nello stesso anno il Premio Campiello e il Premio Viareggio.

## Contenuto
Se non ora, quando? può essere considerato il secondo vero romanzo dell'autore (dopo La chiave a stella) in quanto l'autore non ha vissuto in prima persona i fatti narrati, e nonostante il forte legame con il tema della guerra si tratta di un romanzo rappresentante una storia inventata.
Il libro è cronologicamente ambientato tra luglio 1943 e agosto 1945 e narra le drammatiche vicende di quei partigiani ebrei polacchi e russi che combattono per sopravvivere e per ricostruirsi una nuova esistenza in fuga dai loro luoghi di origine. Levi ha affermato di essersi ispirato nella creazione dei personaggi ad alcuni giovani ebrei che si erano aggregati al convoglio ferroviario allestito dai sovietici che li avrebbe riportati in Italia (un evento raccontato nel suo secondo libro autobiografico La tregua).

## Edizioni
- Se non ora, quando?, coll. "Supercoralli", Torino: Einaudi, 1982; coll. "Tascabili" n. 96, 1992 ISBN 978-88-06-18626-5
- trad. francese di Roland Stragliati, Maintenant ou jamais, Paris: Julliard, 1983; 10/18, 1995; Laffont, 1998
- trad. inglese di William Weaver, If not now, when?, London: M. Joseph, 1986; Penguin Books, 1987 (con introduzione di Irving Howe); 2000 (con introduzione di Mark Mazower)
- trad. finlandese, Jos ei nyt, niin milloin? , Helsinki: Tammi, 1986
- trad. danese di Nina Gross, Om ikke nu, hvornår så?, Kobenhavn: Forum, 1986
- trad. svedese di Ingrid Börge, Om icke nu, så när?, Stockholm: Bonniers, 1986
- trad. ebraica di Dov Anḳonah, Ṿe-im lo ʻakhshaṿ, ematai?, Yerushalayim: Lah Semanah, 1987
- trad. tedesca di Barbara Kleiner, Wann, wenn nicht jetzt?, München: Hanser, 1986; DTV, 1989
- trad. norvegese, Besokelsestid. Oversatt av tor fotland, Oslo: Gyldendal, 1987
- trad. spagnola di Angel Sánchez-Gijón, Si ahora no, ¿cuando?, Madrid: Alianza Editorial, 1989
- trad. giapponese di Hirohide Takeyama, Ima de nakereba itsu, Tokyo: Asahi Shinbunsha, 1992
- trad. olandese di Frida De Matteis-Vogels, Zo niet nu, wanneer dan?, Amsterdam: Meulenhoff, 1993
- trad. portoghese di Nilson Moulin, Se não agora, quando?, São Paulo: Companhia das Letras, 1999
- trad. ebraica di Meron Rapoport, Im lo ahshav, eymatay?, Tel Aviv: Hozaat Hakibbutz Hameuhad, 2004
- trad. spagnola di Helena Aguilà, Si ahora no, cuándo?, Barcellona: El Aleph, 2007
- trad. turca di Nevin Özkan, Simdi degilse ne zaman?, Ankara: Efil Yayinevi, 2011
- trad. slovena di Dean Rajčić, Kdaj, če ne zdaj?, Lubiana: Celjska Mohorjeva družba, 2012